# Porto di Santa Liberata
Il porto di Santa Liberata è un porto turistico situato all'estremità nord-occidentale di Monte Argentario.

## Caratteristiche

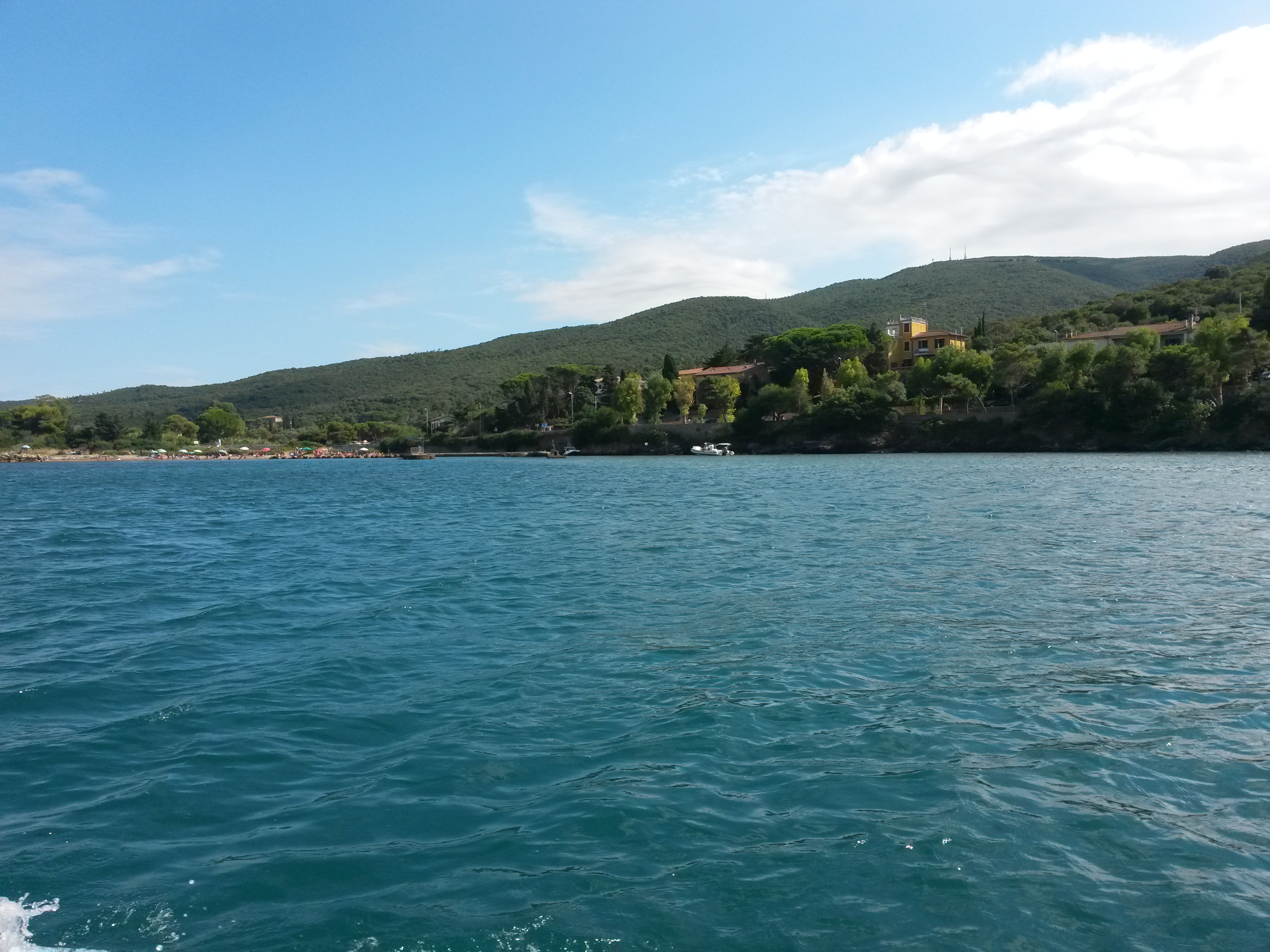
Santa Liberata

Il porto di Santa Liberata, situato sul mar Tirreno, si trova lungo l'omonimo canale, che collega la laguna di Orbetello di ponente al mare, presso la sponda settentrionale del promontorio dell'Argentario, al confine con la frazione di Giannella del comune di Orbetello. La struttura si trova nel territorio del comune di Monte Argentario .
L'approdo è riservato solo a piccole e basse imbarcazioni, a causa dei fondali bassi (mediamente 1,5 metri), della larghezza non superiore a 10 metri e di numerosi scogli affioranti che possono ridurre ulteriormente la profondità in alcuni punti. In totale, si contano circa 600 posti per barche di lunghezza massima non superiore agli 8 metri.
Tra i servizi offerti, vi è il travel lift, la gru mobile e l'assistenza agli scafi con possibilità di riparazioni.